# Arenaria dawuensis
Arenaria dawuensis là loài thực vật có hoa thuộc họ Cẩm chướng. Loài này được A.J.Li & Q.Ban mô tả khoa học đầu tiên năm 2003.